# Reskó István
Reskó István (ukránul: Стефан Михайлович Решко, Sztefan Mihajlovics Resko, lengyelül: Stefan Reszko, oroszul: Стефан Михайлович Решко, Sztyefan Mihajlovics Resko) (Várkulcsa, 1947. március 24. –) ukrán és szovjet hátvéd és középpályás labdarúgó. Szovjet sportmester (1969), nemzetközi sportmester  és a Szovjetunió érdemes sportmestere (1975). 1969 óta szerepelt az év legjobb ukrán labdarúgói között és  1975-ben őt felvették a ’’33 legjobb szovjet labdarúgó listájára’’ is. Négyszeres szovjet bajnok és kétszeres országos kupagyőztes. Eddig ő az egyetlen a kárpátaljai labdarúgók közül, akinek csapatával sikerült megnyernie a Kupagyőztesek Európa-kupáját és az UEFA-szuperkupát (1975). Mindemellett Beca József és Szabó József után ő a harmadik kárpátaljai labdarúgó, aki érmet tudott szerezni a montréali 1976. évi nyári olimpiai játékokon.

## Pályafutása
A Munkács melletti Várkulcsán született, de 1960-ban Ungvárra költözött, beiratkozott a helyi famegmunkáló szakközépiskolába és Fedák László irányításával ott kezdett foglalkozni labdarúgással. Később bekerült az Ungvári Verhovina ifjúsági labdarúgócsapatába, majd onnan a felnőtt keretbe. Ott első ifiedzője Gazsó László, míg a csapat mesteredzője Mihalina Mihály volt, akik segítették a fiatal labdarúgót rendkívüli tehetsége kibontakoztatásában.  Az 1966/1967-es szezonban ez a csapat az ő részvételével az ukrán csoportban eljutott a Szovjet labdarúgókupa-sorozat elődöntőjéig. A pályafutását a másodosztályú Lokomotiv Vinnica és az első osztályban szereplő Csernomorec Odessza csapatában folytatta, 1971-ben pedig bekerült az Dinamo Kijev-be. Ez a csapat abban az évben megszerezte ötödik bajnoki címét és a következő években szinte minden olyan trófeát elnyert, amiről csak álmodhat egy labdarúgó. Így, 1972-1978 között még háromszor nyerte meg az országos bajnokságot, négyszer volt ezüstérmes és kétszer szovjet kupagyőztes, 1975-ben viszont a kijevi Dinamo az ő részvételével, egyedülálló módon megnyerte a Kupagyőztesek Európa-kupáját és az UEFA-szuperkupát. A hetvenes évek elején őt meghívták a szovjet olimpiai válogatott keretbe, amelynek csapatkapitánya volt, 1975-ben pedig a nemzeti válogatott csapat tagja lett. A legnagyobb eredményt azonban a montréali nyári olimpiai játékokon érte el, amikor csapata bronzérmes lett. Még a versenysport befejezése előtt elvégezte az ’’Odesszai pedagógiai főiskolát’’, majd később a ’’Az SzSzKSz BM főiskoláját’’ és az ’’Ukrán nemzeti belügyi akadémia’’ Testnevelési és harcászati tanszékén helyezkedett el tanszékvezető docensként. Emellett az Ukrán labdarúgó-szövetségben is feladatokat vállal és a labdarúgómeccsek tisztaságát felügyeli. A labdarúgás fejlesztése terén a több mint öt évtizeden keresztül végzett kimagasló érdemeit elismerte az ország, amikor 2004-ben Ukrajna államelnökétől átvehette a Szolgálati érdemérem 3. fokozatát.

## Sikerei, díjai
Ukrajna
- ’’Az év labdarúgója Ukrajnában’’
  - 27. hely (1): 1969
  - 25. hely (1): 1971
  - 24. hely (1): 1974

Szovjetunió
- Szovjet bajnokság
  - 1. hely (4): 1971, 1974, 1975, 1977
  - 2. hely (4): 1972, 1973, 1976, 1978
- Szovjet kupa
  - győztes (2): 1974, 1978
  - kupadöntős (1): 1973
- Kupagyőztesek Európa-kupája
  - győztes (1): 1975
- UEFA-szuperkupa
  - győztes (1): 1975
- ’’Szovjet sportmester’’ kitüntető cím: 1969
- ’’33 legjobb szovjet labdarúgó listája’’ 
  - 2. számú lista (1): 1975
- ’’Nemzetközi sportmester’’ kitüntető cím: 1975
- ’’Szovjetunió érdemes sportmestere’’ kitüntető cím: 1975

## Ajánlott irodalom
- Fedák László. Kárpátalja a sporteredmények tükrében (52., 53, 57., 58. 118. és 137. oldal). Ungvár: Karpati (1994) (ukránul)
- Krajnyanica Péter. A kárpátaljai labdarúgás története (95. és 103. oldal). Ungvár: Karpati (2004) (ukránul)
- Mihalina László. Otthon minden kő megsegít... (100. és 105. oldal). Vác: Kucsák Könyvkötészet és Nyomda (2011)

## Fordítás
- Ez a szócikk részben vagy egészben  a   Stefan Reszko című lengyel Wikipédia-szócikk ezen változatának fordításán alapul.  Az eredeti cikk szerkesztőit annak laptörténete sorolja fel. Ez a jelzés csupán a megfogalmazás eredetét és a szerzői jogokat jelzi, nem szolgál a cikkben szereplő információk forrásmegjelöléseként.